# Balıkhisar, Akyurt
Balıkhisar là một xã thuộc huyện Akyurt, tỉnh Ankara, Thổ Nhĩ Kỳ.